# 喜多駅
喜多駅（きたえき）は、京都府宮津市喜多にある、WILLER TRAINS（京都丹後鉄道）宮福線の駅である。駅番号はF12。

## 歴史
- 1988年（昭和63年）7月16日：宮福鉄道（現・北近畿タンゴ鉄道）宮福線の駅として開業[1]。
- 2015年（平成27年）4月1日：WILLER TRAINSへの移管により、京都丹後鉄道宮福線の駅となる。

## 駅構造
宮津に向かって左側に単式ホーム1面1線を持つ地上駅であり、ホームは築堤上にある。分岐器や絶対信号機がないため、停留所に分類される。無人駅で駅舎はなく、階段から直接ホームに入る形になっている。自動券売機等は設置されていない。

## 利用状況
1日の平均乗車人員は以下の通りである。
| 乗車人員推移 | 乗車人員推移 |
| 年度         | 1日平均人数  |
| ------------ | ------------ |
| 1999         | 25           |
| 2000         | 19           |
| 2001         | 19           |
| 2002         | 14           |
| 2003         | 11           |
| 2004         | 11           |
| 2005         | 11           |
| 2006         | 11           |
| 2007         | 11           |
| 2008         | 16           |
| 2009         | 14           |
| 2010         | 8            |
| 2011         | 5            |
| 2012         | 3            |
| 2013         | 3            |
| 2014         | 0            |
| 2015         | 0            |
| 2016         | 3            |
| 2017         | 3            |
| 2018         | 0            |
| 2019         | 0            |

## 駅周辺
東は山裾、西は田畑が広がる。駅は集落から離れている。
- 盛林寺[2]
- 上宮津簡易郵便局
- 宮津市立上宮津小学校
- 京都府道9号綾部大江宮津線

## 隣の駅
WILLER TRAINS（京都丹後鉄道）
■宮福線
辛皮駅 (F11) - 喜多駅 (F12) - 宮村駅 (F13)